# A magyar labdarúgó-válogatott mérkőzései 1946-ban
A magyar labdarúgó-válogatottnak 1946-ban három találkozója volt. Ausztriával két mérkőzés, felemás végeredménnyel, és egy luxemburgi, melyet nem tekint hivatalos találkozónak a luxemburgi szövetség.
Szövetségi kapitány:
- Gallowich Tibor

## Eredmények
| 248. mérkőzés 1946. április 14. | Ausztria                             | 3 – 2             | Magyarország            | Práter-stadion, Bécs Nézőszám: 60 000 Játékvezető: Jaroslav Vlček (TCH) |
| 248. mérkőzés 1946. április 14. | Decker 24' 86' Balogh II 72' (öngól) | (1 – 2) Részletek | Nyers 6' Zsengellér 26' | Práter-stadion, Bécs Nézőszám: 60 000 Játékvezető: Jaroslav Vlček (TCH) |

| 249. mérkőzés 1946. október 6. | Magyarország | 2 – 0             | Ausztria | Üllői út, Budapest Nézőszám: 35 000 Játékvezető: Mika Popović (YUG) |
| 249. mérkőzés 1946. október 6. | Deák 13' 32' | (2 – 0) Részletek |          | Üllői út, Budapest Nézőszám: 35 000 Játékvezető: Mika Popović (YUG) |

| 250. mérkőzés 1946. október 30. | Luxemburg      | 2 – 7             | Magyarország                                       | Esch-sur-Alzette Nézőszám: 10 000 Játékvezető: Emile Eischen (LUX) |
| 250. mérkőzés 1946. október 30. | Scheer 17' 47' | (1 – 3) Részletek | Puskás 15' 60' 85' Deák 30' 70' 75' Nagymarosi 32' | Esch-sur-Alzette Nézőszám: 10 000 Játékvezető: Emile Eischen (LUX) |